# Tom Beck
Thomas Helmut "Tom" Beck, (Nuremberg, Alemania; 26 de febrero de 1978) es un actor, cantante y compositor alemán, conocido por su papel de Ben Jäger en la serie policíaca alemana Alerta Cobra. Es hijo único y entre sus aficiones se encuentran la práctica de deportes como el esquí, el tenis y el atletismo, así como todo lo relacionado con la automoción. Es poseedor de una Harley-Davidson y de un Porsche.
Gran amante de la música toca la guitarra, el acordeón, el piano, el órgano y la percusión, además de componer, varias de las canciones de su primer álbum son suyas, y practicar diferentes estilos de baile (Ballet, Jazz, Afro, Step...)
Estudió en la Academia de Teatro de Baviera August Everding.
Desde 2004 ha participado en numerosos proyectos de cine, televisión y teatro, como su participación en el montaje alemán del musical Grease, en 2007. Se dio a conocer para el gran público en 2008 gracias a Ben Jäger, su papel en la exitosa serie alemana Alerta Cobra. 
Y compagina su carrera actoral con otra como cantante y compositor con tres discos en el mercado Superficial Animal (2011), la edición especial de este que salió a la venta unos meses más tarde y Americanized (2012).
Mantuvo una relación con una bailarina canadiense de nombre Shawnia con la que rompió en la primavera de 2012.

## Filmografía
2004: Küschtenwache Behrends
2004: Eine unter Tausend Tim
2004: Ein krasser Deal Yogi
2004: Rosamunde Pilcher – Land der Sehnsucht Taylor Ravenhurst
2004: Mädchen, Mädchen 2 – Loft oder Liebe Musiker in Bushaltestelle
2004: Schulmädchen Michi
2004: Der Ermittler – Objekt der Begierde Tom Pankowski
2005: Der letzte Zeuge Lennard von Stoinerd
2005: Alles außer Sex Enno
2005: Rotkäppchen Prinz
2005: Rosenheim Cops 
2005: Reblaus Julian
2006: In aller Freundschaft Carsten Michaelis
2006: Polizeiruf 110 – Tod im Ballhaus Frank Uhlich
2006: Unser Charly Timo
2006: Die Frauen der Parkallee Philipp Stern
2007: Spurlos 
2007: Rosamunde Pilcher – Pfeile der Liebe William Evans
2007: Inga Lindström – Hochzeit in Hardingsholm Lars Torberg
2007: Beim nächsten tanz wird alles anders Marco
2007: SOKO 5113 Markus Brauer
2007: Forsthaus Falkenau Julian König
2008: Dörte’s Dancing Jimmy
2008: SOKO 5113 Ben Stiegler
2008-2012:Alarm für Cobra 11 – Die Autobahnpolizei Ben Jäger
2009: Zweiohrküken Postbote
2009: Donna Leon – Wie durch ein dunkles Glas Sergio
2010: C.I.S. – Chaoten im Sondereinsatz Ben Jäger
2011: Colonia Brigada Criminal – Durch fremde Fenster Henning Kruse
2011: Geister all inclusive Toni
2011: Ausgerechnet Sex Roy
2012: Der Schlussmacher
2014: Vaterfreuden
2014: Irre sind männlich
2016: Serie tv "Einstein"
2018:Los rockeros nunca mueren', pero... ¿pueden revivir?

## Discografía

### Álbumes
Superficial Animal (2011)
1. Higher
2. Sit tight here with me
3. Sexy
4. Carry On
5. Drive my car
6. Life's too short
7. Let us Live
8. Useless (Superficial Animal)
9. Going with the flow
10. Melt Away
11. Barenaked Ladies
12. Spread your wings
13. Look me in the eyes
14. Whiskey and Wine
15. Alive

Superficial Animal (Special Edition) (2011)
1. Higher
2. Sit Tight Here With Me
3. Sexy
4. Carry On
5. Drive my Car
6. Life's Too Short
7. Let Us Live
8. Useless (Superficial Animal)
9. Going With The Flow
10. Melt Away
11. Barenaked Ladies
12. Spread Your Wings
13. Look Me in The Eyes
14. Whiskey and Wine
15. Alive
16. The Longing
17. Useless (Directo)
18. Carry On (Directo)
19. Whiskey and Wine (Directo)
20. Sit Tight Here With Me (En Acústico)
21. Conduce Mi Coche (Drive my Car en Español)

Americanized (2012)
1. Dead Yet
2. Perfect Day
3. What Part of Forever
4. Ain't got you
5. Love you with my Eyes Closed
6. When you go
7. Almost you
8. Nice Guys Finish Last
9. Go my Way
10. Macho Man
11. Can't Turn Off Love
12. Holding Hands when we die

Unplugged in Köln (2014)

### Sencillos
- 2011: Sexy (ALE; #50)[1]
- 2011: Drive My Car
- 2011: The Longing
- 2012: Der Moment
- 2012: Ain't got you
- 2012: Nice Guys Finish Last
- 2013: This Time

## Otros trabajos
2006: Die Suche (Corto) David
2007: Miss Lucifer (Corto) Chris
2007: Grease (Musical/ Teatro) 
2008: Crash Time II (Videojuego Alerta Cobra) Ben Jäger
2009: Crash Time III (Videojuego Alerta Cobra) Ben Jäger
2010: Crash Time IV: Das Syndicat (Videojuego Alerta Cobra) Ben Jäger
2011: Doblaje alemán de la película El Origen del Planeta de los Simios

## Enlaces
- Ficha de Tom Beck en IMDb (Actor)
- Ficha de Tom Beck en Last.fm (Cantante)

- Datos: Q62929
- Multimedia: Tom Beck / Q62929